# نصب الشراك السيبراني (التصيد السيبراني)
التصيّد السيبراني Cyberbaiting هو مصطلح يُستخدم لوصف ظاهرة حديثة تهدف لتشويه سمعة الآخرين على الانترنت، كأن يقوم التلاميذ باستفزاز معلّمهم حتّى يفقد صوابه. فيسجّل التلاميذ الحادثة بواسطة الهاتف المحمول ومن ثمّ ينشرونها على الإنترنت لإحراج معلّمهم وقد يتفاقم الوضع بحيث يخسر المعلّم وظيفته. ويعتبر التصيّديّد السيبرا نوعوع من التنمّر. 

## تقرير نورتون العائلي الإلكتروني
وفقًا لتقرير نورتون، واحد من كلّ خمس معلّمين تعرّضوا للتصيد الإلكتروني أو يعرفون معلّمًا تعرّض له. فأكّد 67 معلّمًا أنّ قبول الصداقة مع التلامذة على وسائل التواصل الاجتماعيّة يعرّضهم لخطر الوقوع في الشراك الإلكتروني. ولكن 34% منهم لا يزالون أصدقاء على مواقع التواصل مع تلامذتهم. ويضيف 51% من المعلمين أنّ للمدرسة قانونٌ سلوكي يحدّد كيفيّة التواصل بين المعلمين والطلّاب على مواقع التواصل الاجتماعي. 

## الأسباب
بحسب خبراء الإنترنت، قد تكون الوسائل التقنيّة المتطوّرة والحديثة المتوفّرة بين أيادي المراهقين المندفعين هي السبب وراء نصب الشراك الإلكتروني. كما قد تكون رؤية المراهقين للإنترنت من العوامل المسببة لنصب الشراك الإلكتروني، إذ يُمكن استخدام الإنترنت بشكل مجهول. وتعدّ «ذهنيّة العصابة» من العوامل المسببة أيضًا، فلا أحد يشعر بالمسؤوليّة إذا قام بالعمل بشكل جماعيّ. وهنا، تقوم معلّمة من كارولاينا الشمالية ذات خبرة طويلة في التعليم بنصح أقرانها من المعلمين وتقول لهم أنّ بعضهم أكثر عرضة لنصب الشراك الإلكتروني من بعضهم الآخر، وتعتقد بأنّ على المعلمين تحديد من هو في موقع السلطة.

## الوقاية
نستسقي من مقال على موقع verywell أفكارًا حول كيفية تفادي نصب الشراك الإلكتروني منها: 
1. ينبغي على المعلّمين وضع مجموعة من القوانين حول استخدام كاميرا الهاتف الخلويّ داخل الصفّ.
2. ينبغي على المعلمين مناقشة موضوع المواطنيّة الرقميّة مع طلّابهم وتوقّعاتهم حول العالم الرّقمي من بداية العام الدّراسي.
3. ينبغي على المعلّمين ان لا يطلبوا صداقة طلاّبهم على مواقع التواصل الاجتماعي.
4. ينبغي على المعلّمين ان يبقوا على إطّلاع دائم على استراتيجيّات الإدارة الصفيّة.
5. ينبغي على المعلمين تحضير جلسات عصف أفكار مع بعضهم البعض بهدف إيجاد حلول لنصب الشراك الإلكتروني .
6. ينبغي على المعلّمين ان يكونوا جاهزين لمواجهة أي حادثة من حوادث نصب الشراك الإلكتروني في حال حدوثها .